# Quatermass 2
Quatermass 2 és una pel·lícula britànica dirigida per Val Guest, estrenada el 1957.
Es tracta del segon llargmetratge on intervé el personatge de Bernard Quatermass, creat per Nigel Kneale per la BBC, després de The Quatermass Xperiment, 1955 també de Val Guest. Deu anys més tard, el 1967, un tercer episodi es va unir a la sèrie, dirigida aquesta vegada per Roy Ward Baker: Quatermass and the Pit. Ha estat doblada al català

## Argument[2]
El Professor Bernard Quatermass dirigeix un programa de recerca sobre la vida extraterrestre. Una caiguda de petits meteorits és detectada per radar pel seu equip, no lluny d'allà. Hi va, al lloc de l'impacte amb un dels seus col·laboradors, Marsh. Aquest queda greument ferit a la cara per un dels meteorits trobats. A més, el professor descobreix a prop una fàbrica amb misterioses cúpules. Quatermass ha de marxar dels lloc sota coacció d'agents de seguretat armats. Amb el suport d'un polític, Vincent Broadhead, i del seu vell amic policia, l'inspector Lomax, el professor porta la investigació sobre les activitats de la fàbrica...

## Repartiment
- Brian Donlevy: Professor Bernard Quatermass
- John Longden: Inspector Lomax
- Sydney James: Jimmy Hall
- Bryan Forbes: Marsh
- William Franklyn: Brand
- Vera Day: Sheila
- Charles Lloyd Pack: Dawson
- Tom Chatto: Vincent Broadhead
- John Van Eyssen: El P.R.O.
- Percy Herbert: Paddy Gorman
- Michael Rippert: Ernie
- John Rae: McLeod